# Pomnik Jana Pawła II w Licheniu Starym

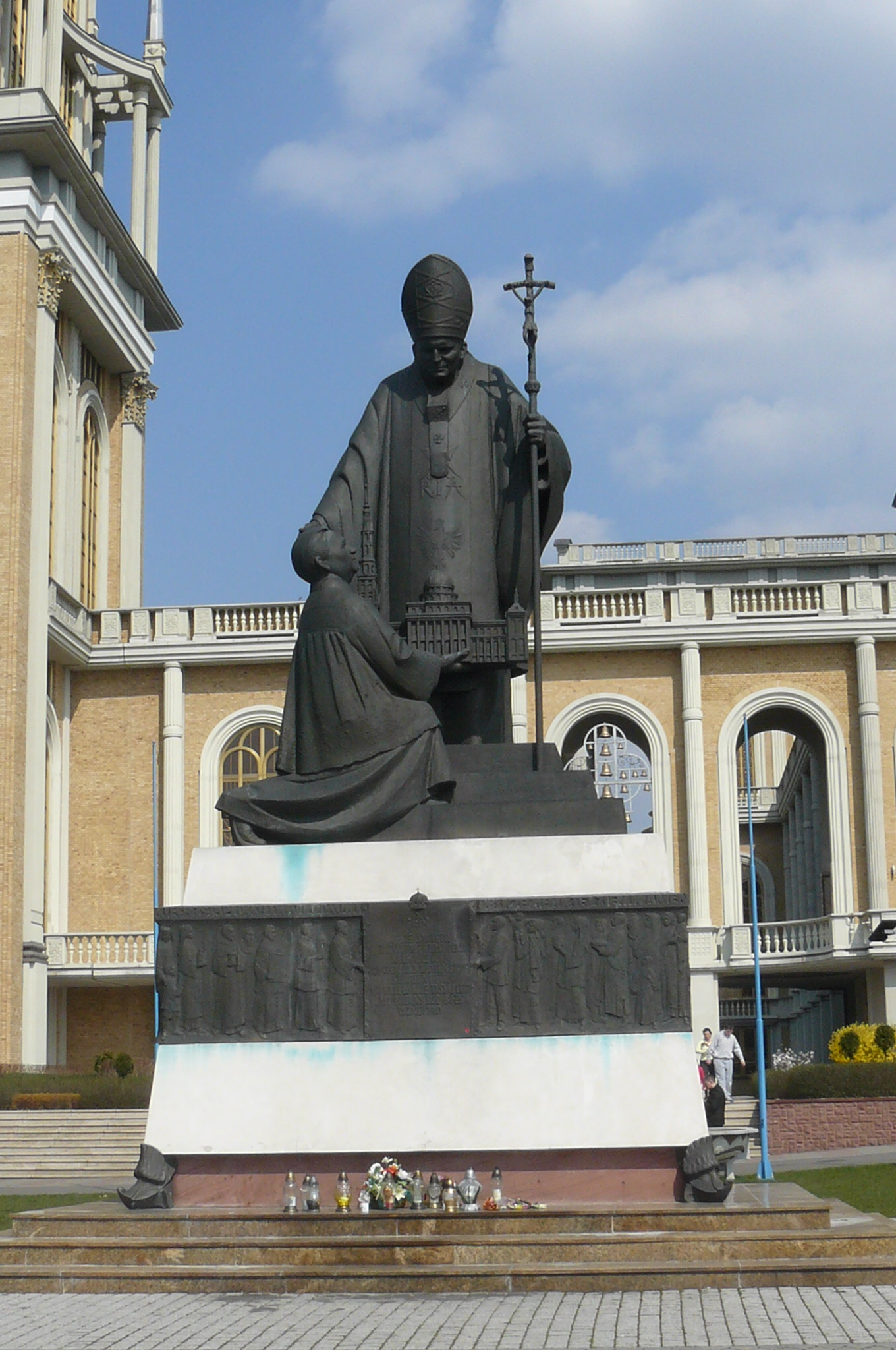
Pomnik w wersji prezentowanej do roku 2019

Pomnik Jana Pawła II – pomnik przed bazyliką Najświętszej Maryi Panny Licheńskiej w Licheniu Starym.

## Historia
Posąg jest dziełem rzeźbiarza prof. Mariana Koniecznego. Pomnik przedstawiał papieża Jana Pawła II oraz inicjatora powstania Bazyliki Najświętszej Maryi Panny Licheńskiej i kustosza – ks. Eugeniusza Makulskiego. Na pomniku ks. Eugeniusz Makulski klęczał, trzymając w rękach miniaturę licheńskiej świątyni, którą kieruje w stronę stojącego obok Jana Pawła II. Pomnik odsłonięto przed wejściem do licheńskiej bazyliki w dniu 15 sierpnia 1999. Miało to miejsce krótko po wizycie Jana Pawła II w Licheniu podczas pielgrzymki do Polski, kiedy to papież pobłogosławił budowaną jeszcze wówczas świątynię oraz spotkał się z ks. Eugeniuszem Makulskim (7 czerwca 1999).
W maju 2019, po ujawnieniu w filmie Tylko nie mów nikomu oskarżeń wobec księdza Makulskiego o kontakty seksualne z małoletnimi, pomnik, z polecenia marianów, zasłonięto tkaniną, a w czerwcu czasowo zdemontowano celem usunięcia z rzeźby postaci ks. Makulskiego. 12 lipca 2019 pomnik Jana Pawła II powrócił na miejsce bez ks. Makulskiego. 